# San Jacinto (manzana)
San Jacinto es el nombre de una variedad cultivar de manzano (Malus domestica). Esta manzana está cultivada en la colección de la Estación Experimental Aula Dei (Zaragoza). Esta manzana es originaria de la Provincia de Huesca, Aragón.

## Sinónimos
- "Peretons" en Barcelona,[6]
- "Vermelleta" en Cataluña,[7]
- "Vermelleta de Estiu",[8]
- "Hocico de Puerco", en Cádiz
- "Rayada". en Jaén[9]

## Historia
'San Jacinto' es de origen desconocido, se la considera autóctona de la Provincia de Huesca, de la comunidad autónoma de Aragón.
'San Jacinto' está considerada incluida en las variedades locales autóctonas muy antiguas, cuyo cultivo se centraba en comarcas muy definidas. Se caracterizaban por su buena adaptación a sus ecosistemas y podrían tener interés genético en virtud de su adaptación. Se encontraban diseminadas por todas las regiones fruteras españolas, aunque eran especialmente frecuentes en la España húmeda. Estas se podían clasificar en dos subgrupos: de mesa y de sidra (aunque algunas tenían aptitud mixta).
'San Jacinto' es una variedad clasificada como de mesa; difundido su cultivo en el pasado por los viveros comerciales y cuyo cultivo en la actualidad se ha reducido a huertos familiares y jardines privados.

## Características
El manzano de la variedad 'San Jacinto' tiene un vigor medio; florece a inicios de mayo; tubo del cáliz estrecho en embudo largo rozando el eje del corazón, y con los estambres situados por la parte media.
La variedad de manzana 'San Jacinto' tiene un fruto de tamaño variado; forma más alta que ancha, generalmente ovada, y con contorno esfero irregular; 
piel lisa; con color de fondo amarillo verdoso frecuentemente en la zona peduncular, importancia del sobre color medio, color del sobre color rojo, distribución del sobre color en chapa, presenta chapa rojo granate llegando a granate oscuro casi negro, acusa punteado abundante del color del fondo, y una sensibilidad al "russeting" (pardeamiento áspero superficial que presentan algunas variedades) débil; pedúnculo de longitud media y semi-fino, siendo la anchura de la cavidad peduncular medianamente ancha, y la profundidad de la cavidad pedúncular profunda, con chapa ruginosa en el fondo, borde ondulado, y con importancia del "russeting" en cavidad peduncular débil; anchura de la cavidad calicina ancha o media, profundidad de la cav. calicina de profundidad en forma de pocillo o bien superficial y con abultamientos, y con importancia del "russeting" en cavidad calicina ausente; ojo cerrado o entreabierto; sépalos largos, verdosos, erectos hasta su mitad en que se vuelven hacia fuera irregularmente.
Carne de color blanco-crema teñida de rosa bajo la piel; textura crujiente y a la vez harinosa; sabor característico de la variedad, ligeramente acidulado; corazón  bulbiforme, alargado; eje entreabierto; celdas grandes y alargadas; semillas alargadas.
La manzana 'San Jacinto' tiene una época de maduración y recolección extra temprana en el otoño-invierno, se recolecta desde inicios de julio hasta agosto. Se usa como manzana de mesa fresca.